# Myszak kaktusowy
Myszak kaktusowy (Peromyscus eremicus) – gatunek ssaka z podrodziny nowików (Neotominae) w obrębie rodziny chomikowatych (Cricetidae).

## Zasięg występowania
Myszak kaktusowy występuje w północno-zachodniej Ameryce Północnej zamieszkując w zależności od podgatunku:
- P. eremicus eremicus – od południowej Nevady i południowo-zachodniego Utah, Stany Zjednoczone, od południowego i południowo-wschodniego do północno-zachodniego i północno-środkowego Meksyku.
- P. eremicus alcorni – znany tylko z miejsca typowego i okolic w północno-środkowej Chihuahua, Meksyk.
- P. eremicus anthonyi – południowo-wschodnia Arizona i południowo-zachodni Nowy Meksyk, Stany Zjednoczone oraz północno-wschodnia Sonora i północno-wschodnia Chihuahua, Meksyk.
- P. eremicus avius – znany tylko z miejsca typowego na wyspie Cerralvo, Kalifornia Dolna Południowa, Meksyk.
- P. eremicus cedrosensis – znany tylko z miejsca typowego na wyspie Cedros, Kalifornia Dolna, Meksyk.
- P. eremicus cinereus – znany tylko z miejsca typowego na południowo-zachodniej części wyspy San José, Kalifornia Dolna Południowa, Meksyk.
- P. eremicus collatus – znany tylko z miejsca typowego na wyspie Turner, Sonora, Meksyk.
- P. eremicus insulicola – znany tylko z miejsca typowego na wyspie Espiritu Santo, Kalifornia Dolna Południowa, Meksyk.
- P. eremicus papagensis – znany tylko z miejsca typowego i okolic w południowo-zachodniej Arizonie, Stany Zjednoczone i północno-zachodniej Sonorze, Meksyk.
- P. eremicus phaeurus – wschodnia Coahuila, północno-wschodnie Zacatecas, zachodnie Nuevo León i północne San Luis Potosí, Meksyk.
- P. eremicus polypolius – znany tylko z miejsca typowego na wyspie Margarita, Kalifornia Dolna Południowa, Meksyk.
- P. eremicus pullus – znany tylko z miejsca typowego w środkowo-południowej Arizonie, Stany Zjednoczone.
- P. eremicus sinaloensis – wschodnia i południowa Sonora, południowo-zachodnia Chihuahua i Sinaloa, Meksyk.
- P. eremicus tiburonensis – znany tylko z miejsca typowego na wyspie Tiburón, Sonora, Meksyk.

## Taksonomia
Gatunek po raz pierwszy zgodnie z zasadami nazewnictwa binominalnego opisał w 1857 roku amerykański ornitolog Spencer Fullerton Baird nadając mu nazwę Peromyscus eremicus. Holotyp pochodził ze starego Fortu Yuma, nad rzeką Kolorado naprzeciwko Yumy w Arizonie, w Hrabstwie Imperial, w Kalifornii, w Stanach Zjednoczonych. 
P. eremicus należy do grupy gatunkowej eremicus. Ostatnio P. eremicus podzielono na dwa gatunki, przypisując P. fraterculus do populacji na zachód od rzeki Kolorado a P. eremicus do populacji na wschód od tej rzeki. Podział na podgatunki jest nieco niejasny. Autorzy Illustrated Checklist of the Mammals of the World rozpoznają czternaście podgatunków.

### Etymologia
- Peromyscus: gr. πηρα pēra „torba”; μυσκος muskos „myszka”, od zdrobnienia μυς mus, μυος muos „mysz”[21].
- eremicus: gr. ερημικος erēmikos „żyjący na pustyni”, od ερημια erēmia „pustynia”[22].
- alcorni: Joseph Ray Alcorn (1911–1998), amerykański biolog[23].
- anthonyi: Alfred Webster Anthony (1865–1939), amerykański inżynier górnictwa, ornitolog, kolekcjoner[24].
- avius: łac. avius „opustoszały, na uboczu, samotny”[25].
- cedrosensis: wyspa Cedros, Meksyk[26].
- cinereus: łac. cinereus „popielatoszary, koloru popiołu”, od cinis, cineris „proch”[22].
- collatus: łac. conlatus lub collatus „zebrane”, od conferre „zebrać”[22].
- insulicola: łac. insula, insulae „wyspa”; -cola „mieszkaniec”, od colere „mieszkać”[22].
- papagensis: Papago, rdzenna ludność zamieszkująca Arizonę w Stanach Zjednoczonych i północny Meksyk[12][26].
- phaeurus: gr. φαιος phaios „ciemny, brązowy”[27]; ουρα oura „ogon”[28].
- polypolius:gr. πολυς polus „więcej”[29]; πολιος polios „szary”[29].
- pullus: łac. pullus „ciemnego koloru, czarniawy”[22].
- sinaloensis: Sinaloa, zachodni Meksyk[22].
- tiburonensis: Isla Tiburón, Zatoka Kalifornijska, Sonora, Meksyk[22].

## Morfologia
Długość ciała (bez ogona) 77–100 mm, długość ogona 92–118 mm, długość ucha 13–18 mm, długość tylnej stopy 18–22 mm; masa ciała 13–18 g. Kolor sierści jest zróżnicowany - od żółtawego do czarnego. Brzuch biały. Na ogonie sierść rzadsza niż na reszcie ciała, jest to nietypowa cecha w rodzaju Peromyscus.

## Ekologia
Żyją na suchych terenach, zwykle na stepach i półpustyniach. Występują także na skalistych terenach u podnóży gór. Prowadzą nocny tryb życia, dzień spędzają w wykopanych przez siebie norach. Są wszystkożerne, zjadają ziarna, kwiaty krzewów, owoce, liście, owady. Prawdopodobnie podczas najgorętszych dni lata zapadają w torpor.

### Rozmnażanie
Myszaki kaktusowe rozmnażają się kilka razy w roku. Po trwającej 20-25 dni ciąży samica rodzi 1-4 młode, ważące nieco ponad 2 gramy.  Małe mają zamknięte oczy i uszy. Uszy otwierają się w pierwszym dniu życia, oczy po 11-15 dniach. Długość okresu karmienia mlekiem nie jest znana, ale dwumiesięczne myszaki są już samodzielne i gotowe do rozrodu. Zwierzęta żyją średnio 1 rok.

### Zagrożenia
Myszak kaktusowy jest częstym składnikiem diety drapieżników. Polują na niego m.in. sowy, grzechotniki i lisy. Myszaki najczęściej jako obronę stosują ucieczkę - potrafią biegać z prędkością ok. 13 km/h.

## Korelacje z ludźmi
Myszak kaktusowy jest często hodowany jako zwierzę laboratoryjne.